# Holmsundsvägen

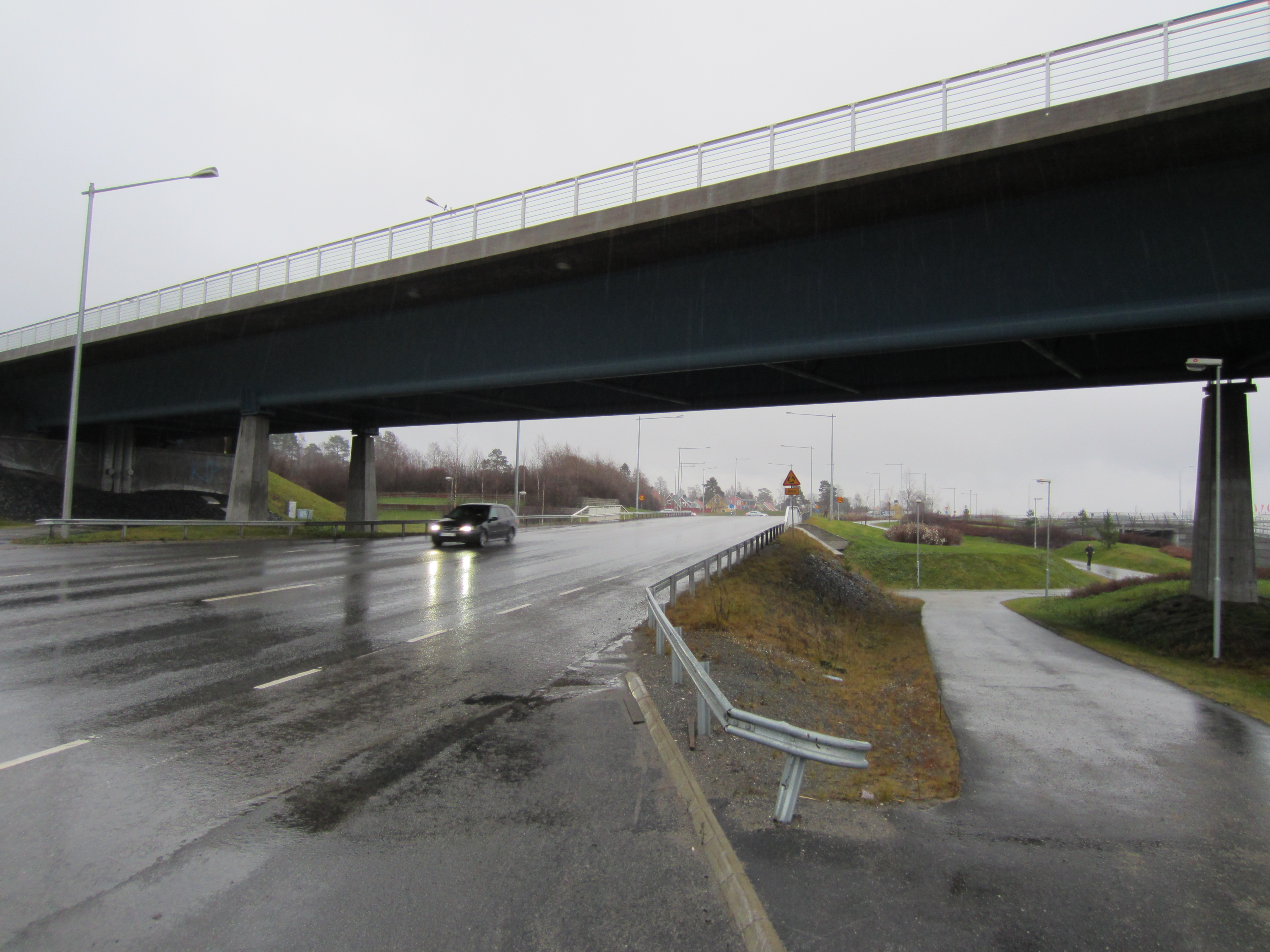
Blå vägen, där den går under Kolbäcksbron intill Strömpilens handelscentrum i sydöstra Umeå

Holmsundsvägen är namnet på vägen mellan Umeå och tätorten Holmsund där Umeå hamn ligger. Vägen, som är drygt 15 km och till stor del går genom skogsområden, kan sägas börja vid rondellen vid järnvägsstationen Umeå Östra och passerar bland annat Gimonäs och Lövöområdet. Holmsundsvägen är också en del av Blå vägen, som går från Nesna i Norge till Petrozavodsk i Ryssland. 
Holmsundsvägen går i huvudsak parallellt med östra delen av järnvägslinjen Vännäs–Umeå–Holmsund. 